# Бацанов, Терентий Кириллович
Терентий Кириллович Бацанов (28 октября 1894, Вощанки, Могилёвская губерния — 20 сентября 1941, Гребёнка, Полтавская область) — советский военачальник, генерал-майор (1940).

## Биография
Родился 28 октября 1894 года деревне Вощанки Кормянской волости Рогачёвского уезда Могилёвской губернии (ныне Кормянского района Гомельской области, Белоруссия). В своей деревне работал батраком, а после переезда в Киев — рабочим на кирпичном заводе. Позднее переехал в Кривой Рог и устроился работать шахтёром.

### Первая мировая и Гражданская войны
Был призван в Русскую императорскую армию в январе 1915 года и зачислен в 3-й стрелковый Его Величества лейб-гвардии полк. В его составе участвовал в Первой мировой войны на Юго-западном фронте. Участвовал в Брусиловском прорыве, был награжден георгиевским крестом IV степени.
В ноябре 1917 года покинул полк и стал командиром 1‑го Могилёвского красногвардейского партизанского отряда. В его составе воевал против германских войск, а также участвовал в подавлении мятежа 1‑го Польского корпуса легионеров генерала Юзефа Довбор‑Мусницкого в районах Быхов, Жлобин, Бобруйск. В мае 1918 года со своим отрядом вступил в Красную Армию и влился в формируемый в городе Чериков  153‑й стрелковый полк 17‑й стрелковой дивизии, в составе которого занимал должности командира роты и батальона. Участвовал в боях на Западном, Юго‑Западном и Северном фронтах против войск Пилсудского, УНР и Н. Н. Юденича. В 1919 году стал членом РКП(б). Осенью 1920 года в составе той же дивизии участвовал в разгроме вооруженных формирований С. Н. Булак‑Балаховича в районе Мозыря. С ноября 1920 года учился на повторных курсах комбатов при штабе Западного фронта, затем вернулся в 17‑ю Нижегородскую стрелковую дивизию и был назначен командиром батальона 151‑го стрелкового полка, а в июле 1921 года — командиром батальона и помощником командира учебно‑кадрового полка. В его составе принимал участие в боях на Туркестанском фронте против белогвардейских отрядов и басмачей в Бухаре.

### Межвоенный период
В январе 1923 года назначен помощником командира батальона 50‑го стрелкового полка 17‑й Нижегородской стрелковой дивизии. С октября 1923 года по август 1924 года учился  Высшей тактическо-стрелковой школе командного состава РККА имени Коминтерна «Выстрел». В августе 1924 года назначен командиром батальона в 51‑м, затем в 50‑м стрелковых полках 17‑й Нижегородской стрелковой дивизии (Московский военный округ). В октябре 1928 года командир 50-го стрелкового полка И. С. Конев оценил комбата Т. К. Бацанова как «решительного» командира с «достаточной инициативой», принимающего решения «смело и уверенно». С мая 1929 года — командир батальона, помощник командира 1‑го стрелкового полка Московской Пролетарской стрелковой дивизии (Московский военный округ). В январе 1931 года назначен командиром учебного батальона, помощником начальника штаба Военной школы техников спецслужб ВВС РККА. В апреле 1932 года окончил факультет вечернего обучения Военной академии РККА имени М. В. Фрунзе. С октября 1937 года — командир 164‑го стрелкового полка 55‑й Курской стрелковой дивизии Московского военного округа в городе Рыльск.
После того, как был арестован 17‑й стрелковой дивизии Московского ВО в городе Горький, М.П.Карпов, командиром дивизии 19 мая 1938 года был назначен Т.К.Бацанов. В должности командира 17‑й стрелковой дивизии участвовал в Советско‑финской войне, за участие в которой был награжден орденом Красного Знамени: «В тяжелых боях на Карельском перешейке за предполье укрепленного района тов. Бацанов, пренебрегая опасностью для жизни, руководил боем и своим бесстрашием и личным примером воодушевлял бойцов и командиров. При прорыве укрепленного района дивизия овладела большим количеством железобетонных сооружений, захватила много оружия и боеприпасов…» По уровню боевой подготовки дивизия неоднократно занимала первые места по Московскому военному округу.

### Великая Отечественная война
Накануне нападения Германии на СССР дивизия входила в состав Западного особого военного округа и дислоцировалась в городе Полоцк. С началом Великой Отечественной войны его дивизия одной из первых вступила в бои с противником северо-восточнее Лиды. В составе 13‑й армии Западного фронта она попала в окружение в ходе Белостокско-Минского сражения и понесла большие потери. Часть личного состава дивизии во главе с командиром вышла из окружения 14 июля 1941 года в районе деревни Озаричи. Дивизия была расформирована, а её остатки в середине июля были включены в состав 24‑й стрелковой дивизии, также понесшей тяжелые потери.
Командиром этой дивизии 15 июля был назначен генерал-майор Т. М. Бацанов, а сама дивизия передана в состав 21-й армии. В междуречье Днепра и Десны развернулось крупное, ожесточенное сражение, продолжавшееся до конца сентября. Дивизия генерала Бацанова под натиском противника отходила на Чернигов, оборонялась на реке Сейм севернее Бахмача, затем была вынуждена отходить на Прилуки, Пирятин, Лубны. Тяжелый бой части дивизии провели на реке Оржица в 80 километрах юго-западнее Лубен. Оказавшись в середине сентября 1941 года в новом окружении во время Киевской стратегической оборонительной операции, дивизия была расчленена на несколько изолированных групп, которые бились до последней возможности. Терентий Бацанов был убит в бою 20 сентября у деревни Колодна Оржицкого района Полтавской области.
Первоначально считался пропавшим без вести. Только в 1989 году формулировка приказа об исключении из списков Вооружённых Сил генерала Бацанова была заменена на «погиб в бою».

## Семья
Жена — Елена Алексеевна Бацанова (урожд. Петруничева; 1895—1980). Ее брат — Николай Петруничев, советский партийный деятель, пропал без вести в 1941 году.
Сын — Борис Терентьевич Бацанов (1927—2005), дипломат, заведующий секретариатом председателя Совета Министров СССР.

## Память
- На здании № 10 Нижегородского кремля генерал-майору Бацанову Т. К и воинам 17-й стрелковой дивизии, воевавшей под его командованием, установлена мемориальная доска.
- На месте гибели у деревни Колодна Полтавской области установлен памятный знак[6].

## Воинские чины и звания
- Рядовой — 01.1915
- Майор — не ранее 1935
- Полковник — между 1935 и 1939
- Комбриг — 04.11.1939[7]
- Генерал-майор — 04.06.1940[8]

## Награды
- Георгиевский крест IV степени (1916)
- Орден Красного Знамени (7.04.1940)
- Орден Отечественной войны I степени (6.05.1965, посмертно)
- Орден Красной Звезды Бухарской Народной Республики III степени (1922)
- Орден Красного Полумесяца Бухарской народной советской республики III степени (1922)
- Медаль «За оборону Киева» (1989, посмертно)
- Юбилейная медаль «XX лет Рабоче-Крестьянской Красной Армии» (1938)